# Batalha de Cíbalas
A Batalha de Cíbalas (em latim: Cibalae) foi travada durante a Primeira Guerra Civil entre as forças dos imperadores romanos Constantino (r. 306–337) e Licínio (r. 308–324) em 8 de outubro de 314 ou 316. O local da batalha situava-se a aproximadamente 350 quilômetros dentro do território de Licínio. Constantino teve uma vitória retumbante, apesar de estar em menor número.
A série de conflitos entre Constantino e Licínio ocasionou o fim do sistema de governo denominado Tetrarquia, estabelecido por Diocleciano em 293, e o restauro de um governante único no Império Romano. A Batalha de Cíbalas talvez foi acarretada pela tentativa de nomeação de Bassiano, o esposo de Anastácia e cunhado de Constantino, como César da Itália, algo rejeitado por Licínio.

## Antecedentes
Após a perda de Magêncio (r. 306–312) na Batalha da Ponte Mílvia em 312 contra Constantino e a derrota de Maximino Daia (r. 305–313) em Tarso em 313 contra as tropas de Licínio, o Império Romano ficou dividido em duas porções, cada qual sob comando de um dos vencedores. Pelo tempo da Guerra de Licínio contra Maximino, Licínio e Constantino mantiveram-se aliados, porém quando tornaram-se governantes únicos a situação deteriorou-se.
Provavelmente devido à nomeação do senador Bassiano, esposo de Anastácia, a meio-irmã de Constantino, como césar, e à tentativa de assassinato de Constantino por Senecião, irmão de Bassiano e íntimo associado de Licínio, a situação deteriorou-se ao ponto de ambos cogitarem a guerra: Constantino exigiu que Licínio entregasse Senecião, mas Licínio recusou-se. Ele reuniu 20 000 soldados das províncias do sul e com extrema rapidez invadiu a Panônia, onde Licínio estava acampado com 35 000 soldados depois de uma campanha contra os godos no ano anterior.

## Batalha

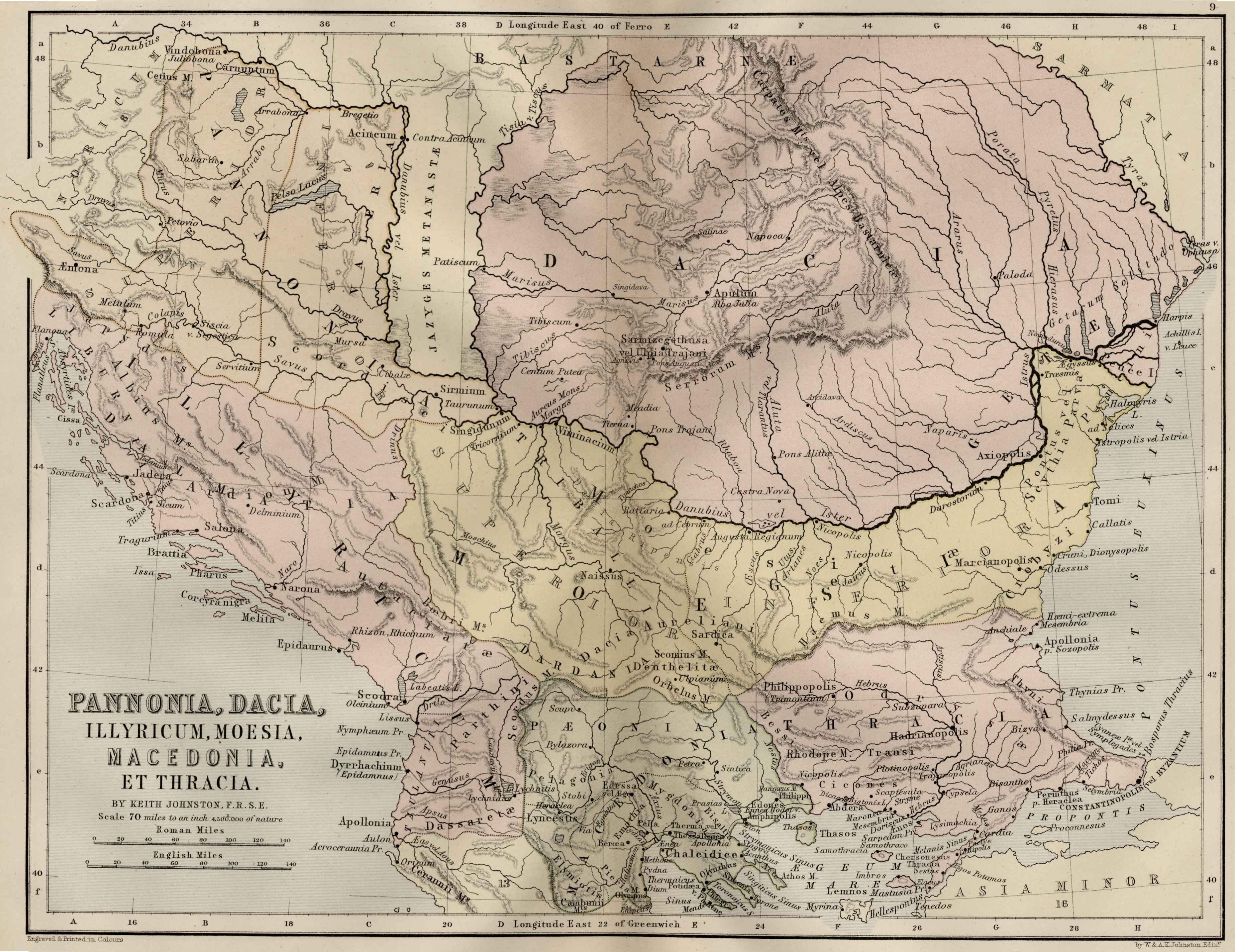
Mapa das províncias romanas dos Bálcãs

Os exércitos encontraram-se na planície entre os rios Sava e Drava, próximo à cidade Colônia Aurélia Cíbalas (atual Vinkovci, na Croácia). A cidade localizava-se sobre uma colina e o caminho para ela era estreito e rodeado por um pântano profundo e montanhas. Licínio havia disposto suas tropas em uma fila comprida sob a colina para esconder as fraquezas de suas alas de cavalaria. O confronto teve início com contínuos ataques dos arqueiros, que foram seguidos por escaramuças da infantaria, o que durou o dia todo (desde o amanhecer até o anoitecer).
A batalha foi decidida pelo ataque da cavalaria iniciado por Constantino (foi posta em fila e comandada pelo próprio imperador), que atacou a ala esquerda do exército inimigo, enquanto Licínio resistiu ao centro. Constantino, em seguida, atacou-o de lado, forçando-o a enfrentar a nova ameaça, que foi seguido por um massacre dos homens de Licínio: 20 000 deles morreram, e o imperador derrotado, aproveitando-se do anoitecer, fugiu com sua cavalaria em direção a Sirmio (atual Sremska Mitrovica na Sérvia), mas abandonou alimentos, animais e qualquer outro equipamento.

## Rescaldo
Em Sirmio, após recolher seu tesouro e reunir sua família, Licínio partiu à Trácia, onde pretendia agrupar novo exército, porém não sem antes cortar a ponte sobre o Sava. Já Constantino conquistou Cíbalas e Sirmio e as cidades abandonadas por seu rival, reconstruiu a ponte sobre o Sava e enviou 5 000 soldados em direção ao exército de Licínio para interceptá-lo e atrasá-lo, mas eles não foram capazes de alcançá-lo. Licínio também decidiu elevar Valério Valente (r. 316–317) como coimperador como augusto (ou césar segundo Zósimo)  um antigo duque do Oriente, provavelmente como forma de assegurar sua lealdade.

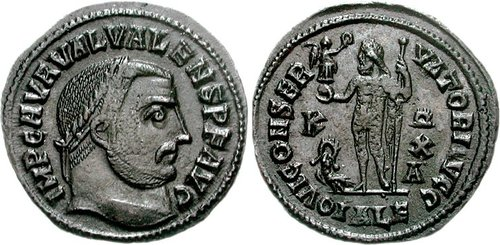
Fólis de Alexandria com efígie de Valério Valente r.. Ca. 316/317

Constantino novamente lutaria com Licínio na inconclusiva Batalha de Márdia. Pesadas baixas foram sofridas por ambos. Após o combate, pressupondo que Licínio se retiraria para Bizâncio, Constantino avançou em direção à cidade, mas Licínio decidiu avançar para norte. Isso deixou-o numa posição entre os efetivos de Constantino e suas linhas de comunicação, permitindo-lhe capturar muito da bagagem de seu rival. Uma trégua favorável a Constantino foi acordada em 317 e, segundo seus termos, os imperadores seriam nomeados cônsules, Licínio cederia suas províncias europeias, exceto a Trácia, e aceitaria Constantino como governante superior, e Crispo (r. 317–326) e Constantino II (r. 317–340), ambos filhos do último, e Licínio II (r. 317–324), filho do primeiro, seriam nomeados césares.

## 
1. 1 2 3  Lieu 1996, p. 45.
2. 1 2 3 4 5  Odahl 2004, p. 164.
3. 1 2  Jones 1949, p. 127.
4. ↑  MacMullen 1987, p. 67.
5. ↑  Treadgold 1997, p. 34.
6. ↑  Christensen 1980, p. 23.
7. ↑  Potter 2004, p. 378.
8. ↑  Curran 2000, p. 71–74.
9. ↑  Odahl 2004, p. 105–6, 319–20.
10. ↑  Cameron 1999, p. 93.
11. ↑  DiMaio 1996d.
12. ↑  DiMaio 1997c.
13. ↑  Grant 1993, p. 42-43.
14. ↑  Bohec 2008, p. 50.
15. ↑  Zósimo, II.18.2.
16. ↑  Zósimo, II.18.4.
17. ↑  Zósimo, II.18.3.
18. 1 2  Zósimo, II.18.5.
19. ↑  Zósimo, II.19.1.
20. ↑  Lieu 1996, p. 57.
21. ↑  Zósimo, II.19.2.
22. ↑  Martindale 1971, p. 937.
23. ↑  Stephenson 2011, p. 166.